# 琴乃湯
琴乃湯（ことのゆ）は、長崎県佐世保市ハウステンボス町にある温泉。九州随一のテーマパーク「ハウステンボス」の目の前で湧出している。

## 泉質
- ナトリウム・カルシウム-塩化物泉
  - 泉温　27℃
- 加温・源泉掛け流し方式

## 温泉地
ハウステンボスの目の前にある宿泊施設「ホテルオークラJRハウステンボス」の敷地内で湧く温泉。
日帰り入浴可能。オランダをイメージしたハウステンボスと一体化を図るため、ホテルの外観はアムステルダム中央駅を模した造りとなっている。

## 歴史
- 1995年（平成7年）- 「ホテルオークラJRハウステンボス」開業。
- 2012年（平成24年）- ホテル全館改装を実施。

## アクセス
- JR大村線・ハウステンボス駅より徒歩約5分。
- 西九州自動車道佐世保大塔ICより車で約15分。
- 長崎自動車道東そのぎICより車で約25分。